# Гилберт, Брэнтли
Брэ́нтли Ги́лберт (англ. Brantley Gilbert, род. 20 января 1985) — американский кантри-певец и автор песен. В 2012—2013 годах получил награды как лучший новый исполнитель в жанре кантри-музыки от нескольких профессиональных ассоциаций в своём жанре: CMA Awards (New Artist of the Year), ACAs (Breakthrough Artist Single of the Year за песню «You Don’t Know Her Like I Do»), CRS (New Faces), ACM Awards (Top New Male Artist).

## Биография
Родился 20 января 1985 года в Джефферсоне, штат Джорджия, США(США). Затем переехал в Нашвилл (Теннесси), стал композитором для Warner Chappell Publishing. Продолжал локальные выступления на местных концертных площадках. В 2009 году Гилберт выпустил свой дебютный альбом Modern Day Prodigal Son на независимом лейбле Average Joes Entertainment. Следующим проектом стал альбом Halfway to Heaven, который вышел 16 марта 2010 года. В феврале 2011 года Гилберт заключил контракт с Valory Music Co. (отделением Big Machine Records) для переиздания диска Halfway to Heaven с новыми записями и бонусными треками. Продюсером альбома стал Данн Хафф. Первые два сингла с диска, «Country Must Be Country Wide» и «You Don't Know Her Like I Do», оба стали № 1 в кантри-чарте Hot Country Songs. Следующие синглы были менее успешными: «Kick It in the Sticks» достиг № 34, а сингл «More Than Miles» был № 7 в Country Airplay. Гилберт написал для Джейсона Олдина две известные его песни «My Kinda Party» и «Dirt Road Anthem», ставшие популярными и имевшими несколько номинаций (включая Грэмми). В 2013 году Гилберт выиграл музыкальную награду от Академии кантри-музыки ACM в категории New Male Artist.

### Личная жизнь
В сентябре 2012 года было объявлено о том, что Гилберт встречается с актрисой и певицей кантри Яной Крамер. Они встречались около 8 месяцев до этого сообщения. Пара обручилась 20 января 2013 года на 28-й его день рождения. Но разошлись уже в августе 2013 года.

## Дискография

### Студийные альбомы
| Название                       | Детали | Высшая позиция | Высшая позиция | Высшая позиция | Высшая позиция | Высшая позиция | Сертификации   | Продажи         |
| Название                       | Детали | US Country     | US             | US Heat        | US Indie       | CAN            | Сертификации   | Продажи         |
| ------------------------------ | --- | -------------- | -------------- | -------------- | -------------- | -------------- | -------------- | --------------- |
| Modern Day Prodigal Son        | - Дата релиза: 27 октября 2009 - Лейбл: Average Joe’s - Форматы: CD, music download                            | 58             | 38             | 44             | —              | —              |                |                 |
| Halfway to Heaven              | - Дата релиза: 16 марта 2010 - Лейбл: Average Joe’s, Valory Music Co. (re-issue) - Форматы: CD, music download | 2              | 4              | 1              | 13             | —              | - US: Platinum | - US: 1,016,000 |
| Just as I Am                   | - Дата релиза: 19 мая 2014 - Лейбл: Valory Music Co. - Форматы: CD, music download                             | 1              | 2              | —              | —              | 8              |                | - US: 433,000   |
| «—» означает неучастие в чарте | |                |                |                |                |                |                |                 |

### Синглы
| Год                                    | Сингл                                                            | Высшая позиция | Высшая позиция     | Высшая позиция | Высшая позиция | Высшая позиция | Сертификации   | Продажи         | Альбом            |
| Год                                    | Сингл                                                            | US Country     | US Country Airplay | US             | CAN Country    | CAN            | Сертификации   | Продажи         | Альбом            |
| -------------------------------------- | ---------------------------------------------------------------- | -------------- | ------------------ | -------------- | -------------- | -------------- | -------------- | --------------- | ----------------- |
| 2010                                   | «Kick It in the Sticks»                                          | —              | —                  | —              | —              | —              |                |                 | Halfway to Heaven |
| 2010                                   | «My Kind of Crazy»                                               | —              | —                  | —              | —              | —              |                |                 | Halfway to Heaven |
| 2011                                   | «Them Boys»                                                      | —              | —                  | —              | —              | —              |                |                 | Halfway to Heaven |
| 2011                                   | «Country Must Be Country Wide»                                   | 1              | —                  | 50             | —              | 91             | - US: Platinum | - US: 1,000,000 | Halfway to Heaven |
| 2011                                   | «You Don't Know Her Like I Do»                                   | 1              | —                  | 49             | —              | 73             | - US: Platinum | - US: 999,000   | Halfway to Heaven |
| 2012                                   | «Kick It in the Sticks» (re-release)A                            | 29             | 34                 | 113            | —              | —              | - US: Gold     |                 | Halfway to Heaven |
| 2012                                   | «More Than Miles»                                                | 21             | 7                  | 73             | 33             | —              |                |                 | Halfway to Heaven |
| 2013                                   | «Bottoms Up»                                                     | 1              | 1                  | 20             | 3              | 41             | - US: Platinum | - US: 1,314,000 | Just as I Am      |
| 2014                                   | «Small Town Throwdown» (при участии Justin Moore и Thomas Rhett) | 21             | 15                 | 91             | 34             |                |                | - US: 135,000   | Just as I Am      |
| «—» прочерк означает неучастие в чарте |                                                                  |                |                    |                |                |                |                |                 |                   |

- A — сингл не попал в основной хит-парад Hot 100, но участвовал в чарте Bubbling Under Hot 100 Singles[21].

### Другие песни
| Год                                    | Сингл                     | Высшая позиция | Высшая позиция | Высшая позиция | Альбом       |
| Год                                    | Сингл                     | US Country     | US             | CAN            | Альбом       |
| -------------------------------------- | ------------------------- | -------------- | -------------- | -------------- | ------------ |
| 2014                                   | «My Baby’s Guns N' Roses» | 18             | 87             | 88             | Just as I Am |
| 2014                                   | «17 Again»                | 19             | 90             | 95             | Just as I Am |
| 2014                                   | «If You Want a Bad Boy»   | 47             | —              | —              | Just as I Am |
| «—» прочерк означает неучастие в чарте |                           |                |                |                |              |

## Награды и номинации
| Год  | Ассоциация | Категория | Результат |
| ---- | ---------- | --- | --------- |
| 2011 | CMA Awards | Song of the Year («Dirt Road Anthem»)                                                                         | Номинация |
| 2012 | ACM Awards | USA Weekend Breakthrough Video of the Year («Country Must Be Country Wide»)                                   | Номинация |
| 2012 | ACAs       | Breakthrough Artist Single of the Year («You Don’t Know Her Like I Do»)                                       | Победа    |
| 2012 | CMA Awards | New Artist of the Year                                                                                        | Номинация |
| 2013 | CRS        | New Faces | Победа    |
| 2013 | CMA Awards | CMA Triple Play Award — "Country Must Be Country Wide, " « You Don’t Know Her Like I Do» & «Dirt Road Anthem» | Победа    |
| 2013 | ACM Awards | Top New Male Artist                                                                                           | Победа    |